# Coronarachne setosa
Espèce
Coronarachne setosa est une espèce d'araignées aranéomorphes de la famille des Trachelidae.

## Distribution
Cette espèce se rencontre en Afrique du Sud au Cap-Occidental, au Cap-Oriental, au KwaZulu-Natal et au Mpumalanga et au Mozambique dans la province de Maputo,.

## Description
Le mâle holotype mesure 2,89 mm et la femelle paratype 2,60 mm.

## Systématique et taxinomie
Cette espèce a été décrite par Haddad et Lyle en 2024.

## Publication originale
- Haddad & Lyle, 2024 : « Three new genera of arboreal dark sac spiders from southern Africa (Araneae: Trachelidae). » Zootaxa, no 5399(5), p. 451-504.